# アクタリジン1
アクタリジン1(Aqualysin 1, EC 3.4.21.111)は、酵素である。カルドリシンとも呼ばれる。以下の化学反応を触媒する。
P1位に小さな疎水性または芳香性残基を持つアミノ酸のエステルに対して低い基質特異性で作用する。
この酵素は、好熱菌のサーマス・アクアティカス(Thermus aquaticus)から単離された。